# Casa de Rembrandt
Casa de Rembrandt (em neerlandês:  Rembrandthuis) é um museu de arte localizado no centro da cidade de Amsterdã, Países Baixos. Encontra-se instalado em uma mansão na rua Jodenbreestraat, onde o pintor neerlandês  Rembrandt viveu e trabahou de 1639 a 1658. No início do século XX, foi convertida no Museu Casa de Rembrandt e mantém as características principais da original moradia do pintor, incluindo a sua oficina. Possui uma coleção composta de pinturas do Século de Ouro de Rembrandt e de seus contemporâneos, uma grande coleção de gravuras e móveis do pintor neerlandês. Em 2014, o museu recebeu 237.383 visitantes.

## História

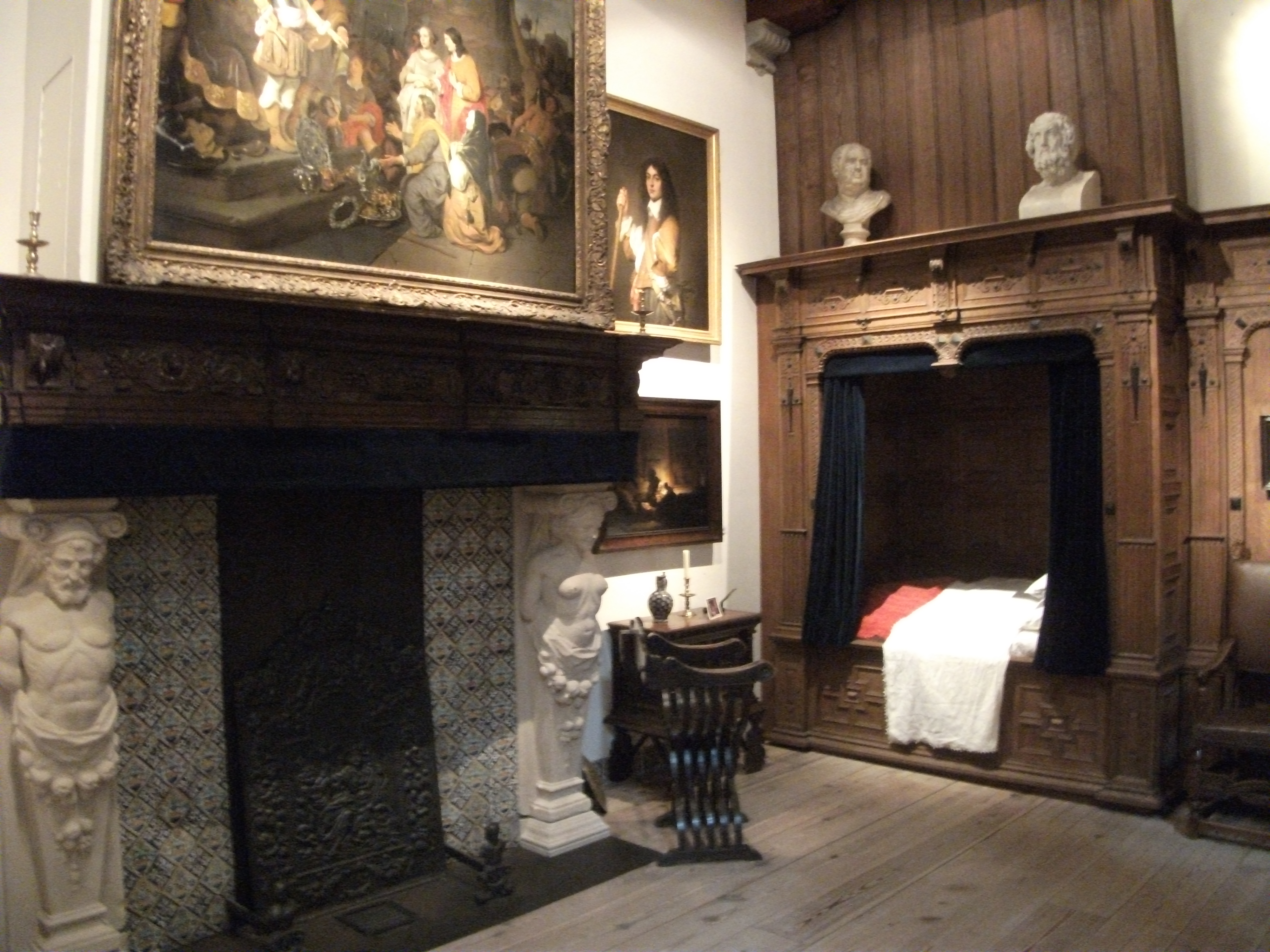
Sala e quarto de Rembrandt

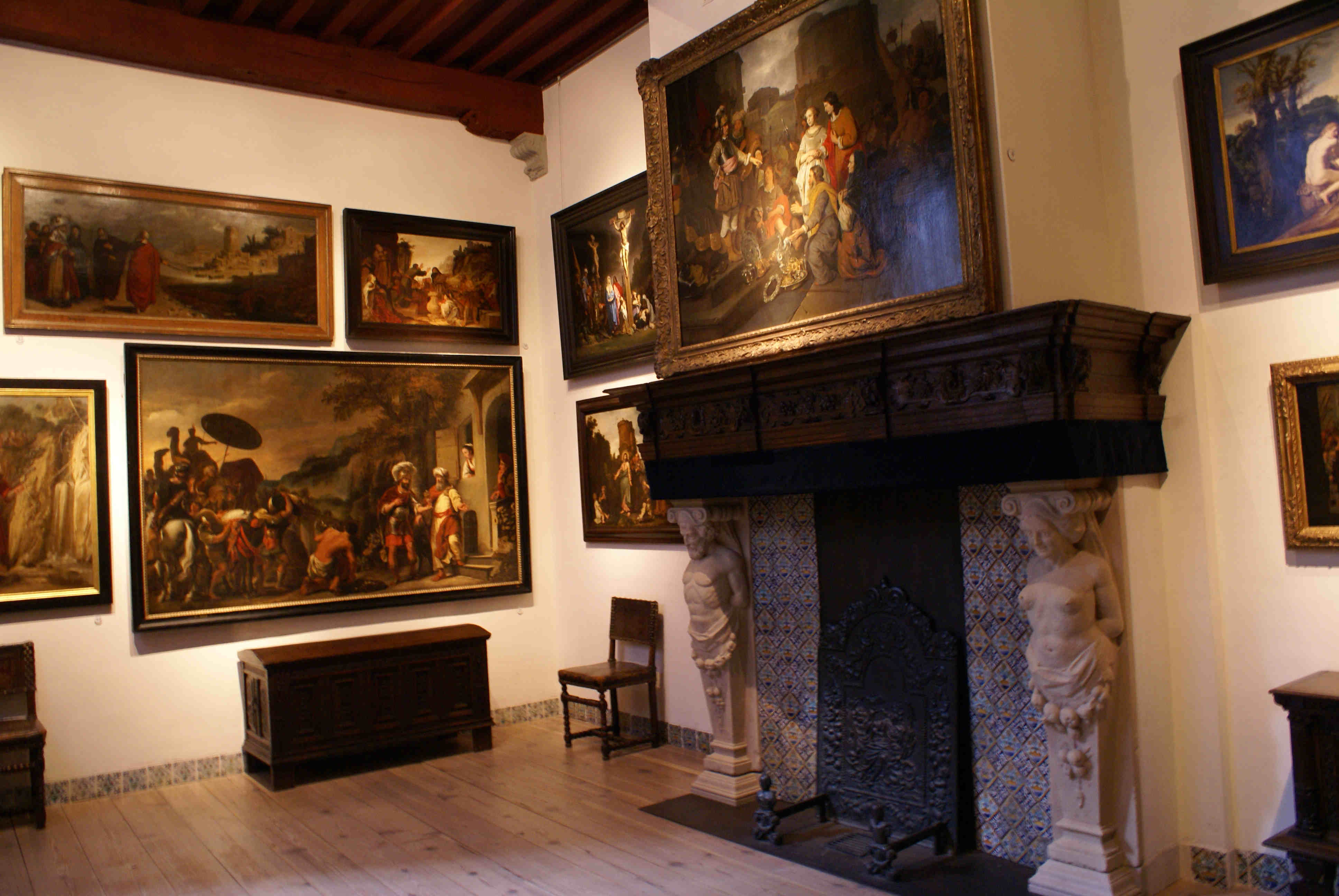
Interior do Museu Casa de Rembrandt com pinturas dos contemporâneos de Rembrandt

### Construção e fundação
Rembrant viveu nesta casa de 1639 a 1658. A casa foi construída em aproximadamente 1606, em 1639 o pintor comprou a mansão. Algum tempo depois, Rembrandt se envolveu em alguns problemas financeiros e teve de colocar a casa em leilão para quitar as suas dívidas. Desde então, a mansão foi divida em duas casas, e diferentes famílias moraram lá.
Em 1907, a cidade de Amsterdã adquiriu os dois pedaços da construção, que deixou de ser residencial. O arquiteto K.PC. de Bazel foi chamado para restaurar boa parte da casa de Rembrandt. Após a restauração, a casa foi inaugurada como o Museu de Rembrandt em 1911, pela Rainha Wilhelmina.

### Reformas e ampliação
O edificio passou por algumas reformas desde então. Em 1998 foi construída uma nova ala para exibições no museu. Além disso, os curadores decidiram restaurar a construção em formato idêntico àquele da época em que Rembrandt viveu no local. 
Alguns anos atrás, o interior da residência foi totalmente reformulado para mostrar ao público como a casa aparentava ser na época em que Rembrandt vivia no local. Junto ao ambiente, há uma moderna construção com as principais obras e feitos do pintor holandês. 
A reforma de restauração foi supervisionada pelo arquiteto Maarten Neericx, e pelo historiador Henk Zantkuijl. Durante o acompanhamento do projeto consultaram desenhos de Rembrandt, assim como os inventários que possuías-te do imóvel. Após a reconstituição do museu, a casa reabriu ao público em 1999.
Em seu novo espaço, algumas atrações chamam mais atenção dos visitantes, como a pequena cama em que Rembrandt dormia, um grande estúdio - onde pintou a maioria de suas obras, incluindo as mais famosas - e um pequeno cômodo onde Rembrandt armazenava objetos artesanais os quais apareceram em algumas de suas obras.
A partir de 31 de outubro de 2022 o museu Casa de Rembrandt fechou temporariamente suas portas ao público em virtude de uma grande reforma e ampliação que irá durar mais de quatro meses e, reabriu novamente suas portas em 18 de março de 2023. Após o término das obras de reforma e amplianção o museu passou a conter com trinta por cento a mais de espaço público e exposições interativas.

## Acervo
O acervo presente na Casa de Rembrandt foi adquirido ao longo do tempo por meio da contribuição particular de admiradores das obras do pintor, ou por meio de compras em leilões. Atualmente o museu tem uma grande exposição, quase completa, das gravuras de Rembrandt. Além das obras do pintor, o museu tem uma sala especialmente destinada à obras de Rembrandt reproduzidas por seus contemporâneos, sejam eles seus alunos ou até mesmo os seus professores. Na nova ala, construída em 1998, está uma biblioteca de pesquisa destinada ao artista. Também há um acervo especial conta com exposições de artistas que atuaram em Amsterdã antes da chegada de Rembrandt em 1631, tais como Pieter Lastman (professor de Rembrandt na cidade) e Jan Pynas.

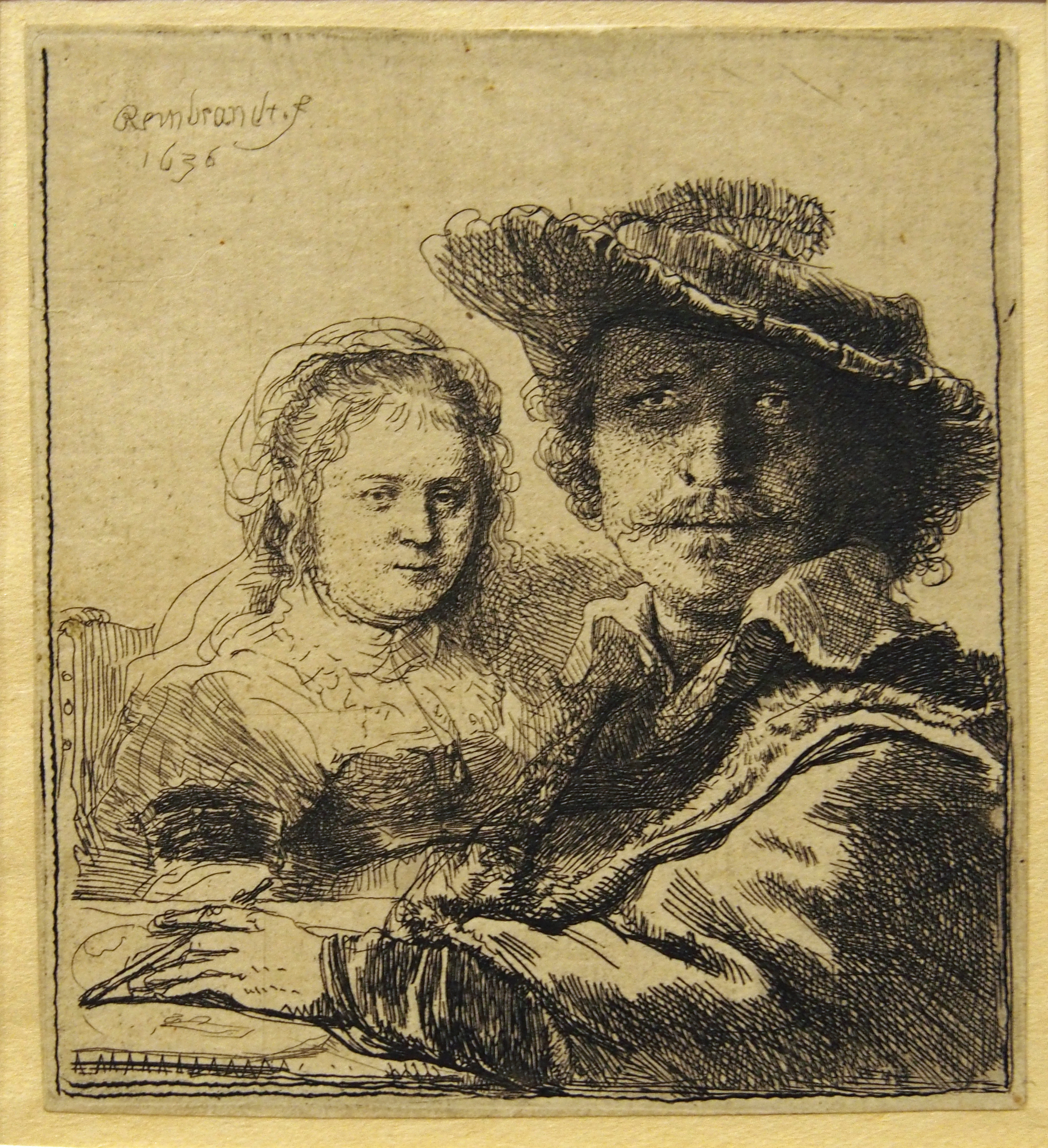
Autorretrato com Saskia
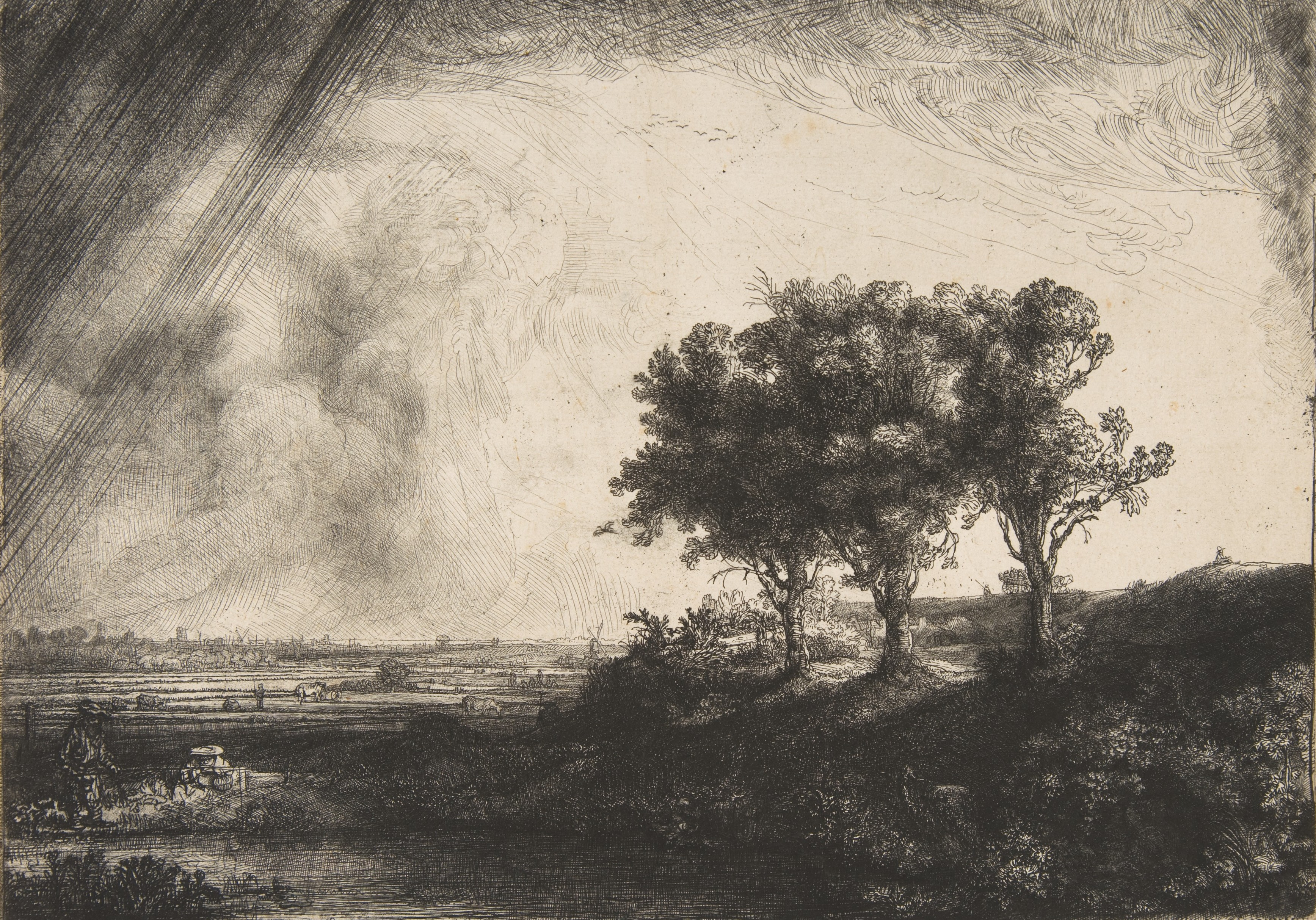
A paisagem com as três árvores
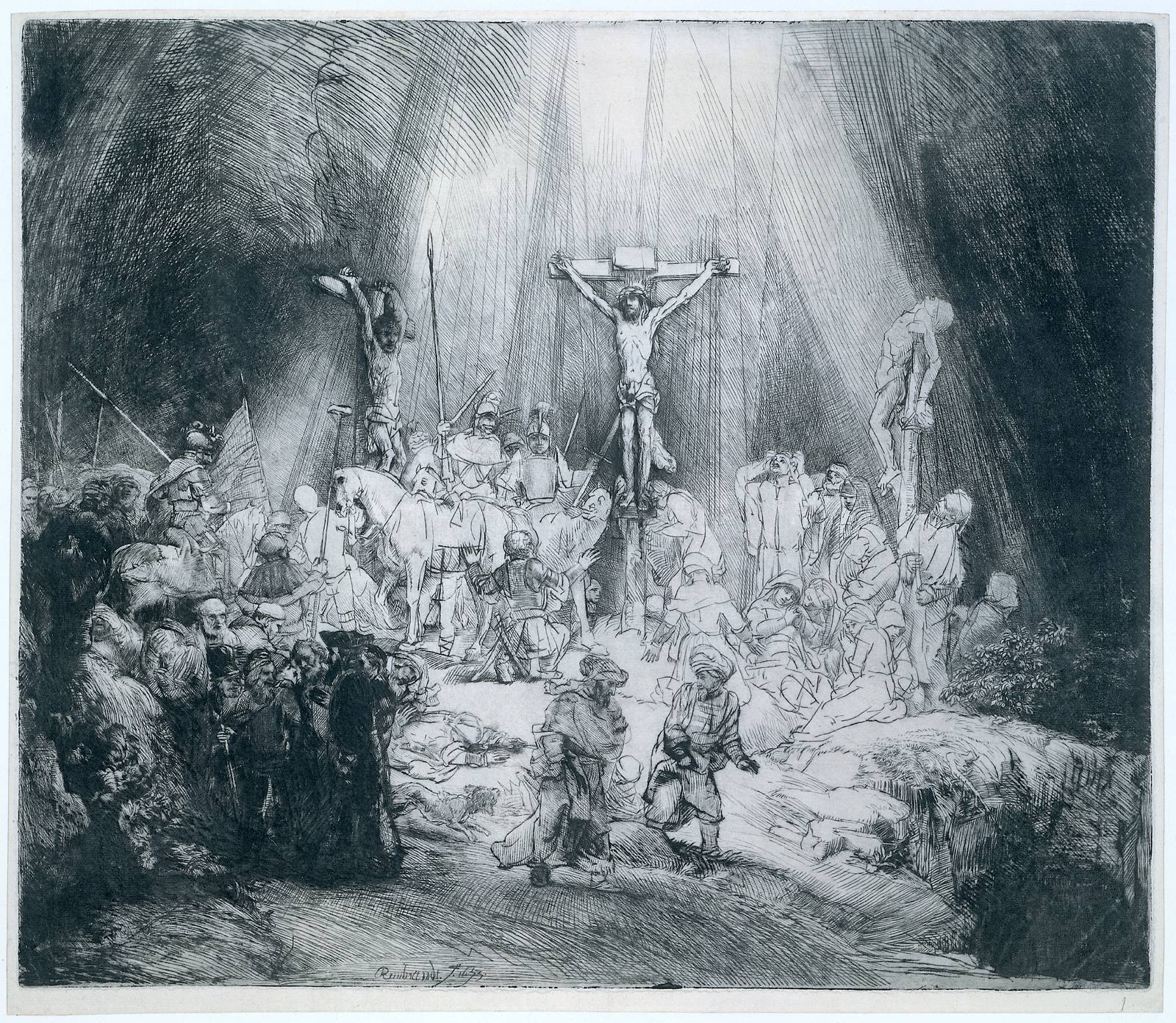
As Três Cruzes
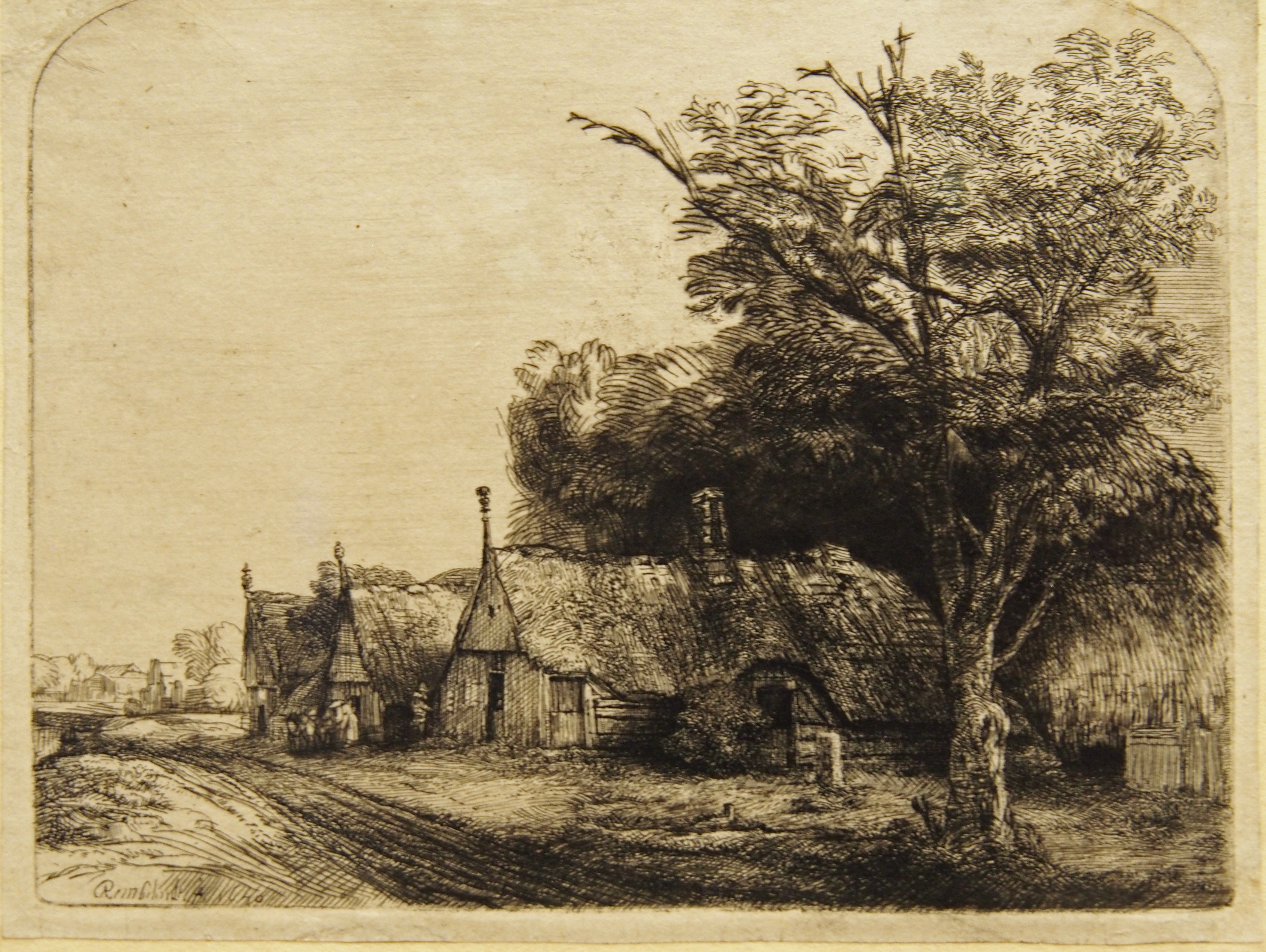
Três fazendas ao longo de um caminho

## Administração
Atualmente, Michael Huijser é o diretor do museu e David de Witt é o curador. 